# 波士顿工作室
波士顿工作室，是腾讯游戏旗下的游戏工作室。2008年第3季度在美国波士顿康科特成立。